# Afroablepharus wilsoni
Afroablepharus wilsoni là một loài thằn lằn trong họ Scincidae. Loài này được Werner mô tả khoa học đầu tiên năm 1919.